# Italferr
ITALFERR S.p.A. est une société anonyme dont le siège est implanté à Rome et qui appartient au groupe public italien FS - Ferrovie dello Stato. Elle a été créée en 1984. C'est une très importante société d'ingénierie ferroviaire qui intervient sur les grands projets en Italie mais aussi dans le monde entier.
ITALFERR est, avec SPEA, son homologue dans l'ingénierie routière, une des plus importantes sociétés d'ingénierie d'Italie. Spécialisée dans le transport ferroviaire, elle intervient comme concepteur mais aussi comme conseil auprès des plus importantes compagnies publiques et privées de chemin de fer.
Italferr a été créée la 25 octobre 1984 à Rome pour promouvoir le savoir-faire italien en la matière dans le monde.
Le premier président et promoteur d'Italferr fut Luigi Misiti.
Le premier contrat sur concours remporté à l'étranger fut en 1987 au Pérou, pour la construction du réseau du métro de Lima.
En Italie, Italferr est chargé de la conception et de la supervision des travaux de construction des lignes à grande vitesse, plus de 1 300 km.
Italferr assure également la maîtrise d'œuvre de la liaison ferroviaire Turin-Lyon avec le tunnel du Fréjus, long de 52 km.

## Projets en cours de réalisation
- Italie : 1 300 km de LGV,
- Asie Centrale : Kazakhstan, Kyrgyzstan, Tadjikistan, Turkménistan, Ouzbékistan : développement et amélioration des systèmes de télécommunication et de signalisation. Italferr a développé sur financement de la Commission européenne, dans le cadre du programme TACIS/TRACECA (TRAnsport Corridor Europe Caucasus Asia) le projet Central Asian Railways Telecommunications (CART).
- Colombie : Liaison ferroviaire nouvelle Valle del Tuy-Puerto Cabello (Venezuela). Italferr est chargée de l'assistance technique pour la concession du réseau ferroviaire du Pacifique, réalisation de la nouvelle liaison ferroviaire entre la Colombie et le Venezuela.
- France : Italferr a été responsable de la définition et de la conception du tracé préliminaire de la liaison Turin-Lyon ainsi que la maîtrise d'œuvre générale du tracé commun international franco-italien entre Saint-Jean-de-Maurienne en France et Bruzolo en Italie long de 80 km. Elle est responsable des études complètes et de la coordination générale, du fonctionnement et la maintenance des installations ferroviaires et annexes.
- République Tchèque : Assistance technique pour la mise en œuvre des directives européennes pour l'interconnexion des réseaux ferroviaires.
- République Slovaque : Assistance et support technique pour la Direction des travaux de modernisation de la ligne ferroviaire Bratislava Raca-Trnava, en particulier sur le tronçon de 46 km de Raca[Laquelle ?] à Senkvice.
- Roumanie : Italferr a été chargée par les différents opérateurs des chemins de fer roumains (CFR S.A., CFR Calatori, CFR Marfa), de les assister pour la préparation des dossiers d'études des tracés et la réhabilitation de six gares, de la reconversion de 500 wagons et 50 locomotives.
- Syrie :
- Slovénie :
- Hongrie :
- Venezuela :